# Giáo hoàng Giuliô II
Giuliô II (Latinh: Julius II) là vị giáo hoàng thứ 216 của giáo hội công giáo. Theo niên giám tòa thánh năm 1806 thì ông được bầu chọn làm Giáo hoàng năm 1503 và ở ngôi Giáo hoàng trong 9 năm 3 tháng 20 ngày.
Niên giám tòa thánh năm 2003 xác định ông trở thành Giáo hoàng ngày 31 tháng 10 năm 1503, ngày khai mạc chức vụ mục tử đoàn chiên Chúa là ngày 26 tháng 11 và ngày kết thúc sứ vụ của ông là ngày 21 tháng 2 năm 1513.

## Trước khi trở thành giáo hoàng
Giáo hoàng Julius II tên thật là Giuliano della Rovere, sinh ngày 5 tháng 12 năm 1443 tại Albisola trong một gia đình quý tộc nghèo là Nhà Della Rovere, là con của Raphael della Rovere và Theodora Manerola và là cháu của Giáo hoàng Sixtus IV.
Năm 1471, Giuliano được vinh thăng làm Hồng y của vương cung thánh đường San Pietro in Vincoli. Ông đã giữ chức giám mục (hoặc tổng giám mục) của nhiều giáo phận (tổng giáo phận) trong giai đoạn 1471-1503. Trong giai đoạn đó, ông làm Giám mục của Lausanne cho đến năm 1476, rồi làm Giám mục của Coutances là  giáo phận mà ông từ bỏ vì cháu ông là Galéas della Rovere năm 1477. Ông là một người đối nghịch không đội trời chung với Giáo hoàng Alexander VI. Trong suốt triều Giáo hoàng của Alexander, ông không hề đặt chân đến Rome.
Lúc làm Hồng y, ông tuy ở độc thân, song rất phóng túng; dính líu vào nhiều vụ tranh chấp vô tận về chủ quyền trên các đô thị và tiểu quốc, nên đã duy trì và tự mình điều khiển những đạo quân đông đúc; được gọi là Giáo hoàng Chiến sĩ; cấp phát phiếu ân xá (indulgences).
Ông đã có ít nhất một con gái ngoài giá thú, Felice della Roverè (s. năm 1483, hai mươi năm trước khi cuộc bầu cử của ông diễn ra). Một số nguồn cho biết ông đã có thêm hai người con gái bất hợp pháp nữa, nhưng đều đã chết ngay từ khi còn nhỏ. 
Bên cạnh đó, một số tác giả đương đại (có thể nhằm bôi nhọ) đã cáo buộc ông tội kê gian. Theo công đồng ly khai Pisa năm 1511, ông là một "người kê gian với những vết nhơ đáng xấu hổ"

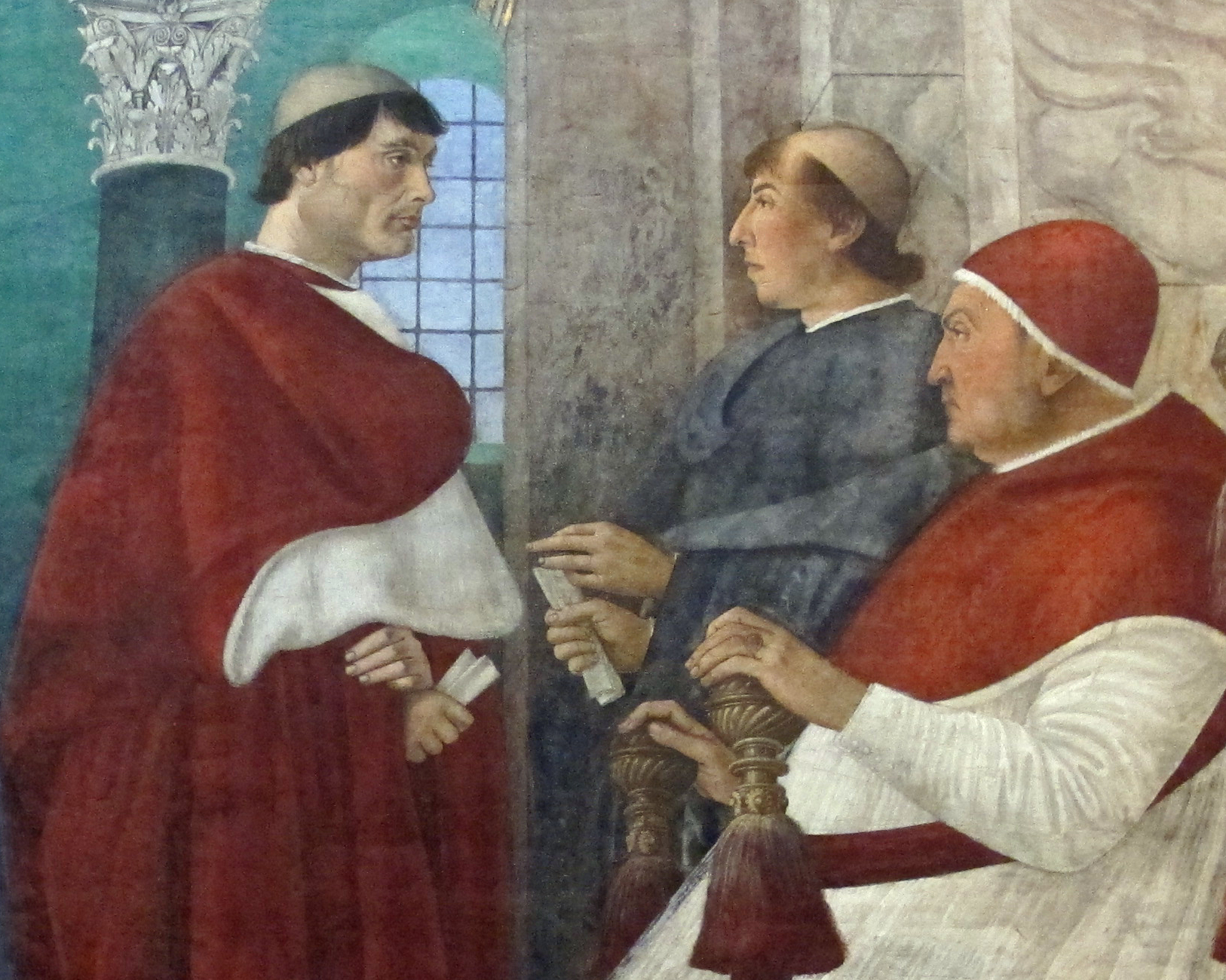
Hồng y Giuliano della Rovere (trái) và Francesco della Rovere, tức là Giáo hoàng Sixtus IV (phải)

## Giáo hoàng
Một cuộc bầu cử chớp nhoáng, hầu như mọi người đồng ý (37/38 người bỏ phiếu) nhưng không khỏi có sự mua chuộc, đã đưa hồng y Giuliô de la Rovère, 60 tuổi, lên ngôi Giáo hoàng ngày 1 tháng 11 năm 1503. Người ta cho rằng ông đã mua chức vị Giáo hoàng, vì ông là Hồng y giàu nhất, thâu lợi tức rất lớn do nhiều địa phận Giám mục và nhiều bất động sản của Hội Thánh. 

### Về mặt chính trị
Ông có đức tính cương trực, nóng nảy thế tục. Sự khát vọng quyền bính cho ngôi Giáo hoàng và sự ham thích nghệ thuật là hai yếu tố thúc đẩy ông làm việc không biết mệt mỏi. Nhiệm vụ chủ chăn Giáo hội bị đặt xuống hàng thứ yếu.
Sau những năm bị dòng tộc Borgia thống trị, vị tân Giáo hoàng hiến mình cho công việc giải phóng Tòa Thánh về phương diện chính trị và củng cố uy quyền thiêng liêng của mình trên sức mạnh quân sự. Ông chuyên tâm mở rộng đất đai của Tòa thánh và không ngần ngại thực hiện những vụ phản bội và ám sát chính trị.
Là nhà chính trị, ông đã loại được César Borgia – con cả của Giáo hoàng Alexander VI - bằng cách trục xuất ông ta ra khỏi Hồng y đoàn, buộc César phải trả lại các chiến lũy và trốn qua nước Pháp. Trong một chiến dịch do ông đích thân cầm quân, đã tái chiếm được Perusa và Bolonia (1506) lúc đó đang do Bentivoglio chiếm giữ. Ông tự phóng thích mình khỏi quyền lực của Venise (Liên minh Cambrai, 1508).
Việc gia nhập liên minh Cambarai gồm có hoàng đế Maximilian I (1493-1519), nước Pháp, Tây Ban Nha và một vài nước khác đã giúp ông thu hồi tỉnh Romania (1509). Ông tuyên cáo một sắc chỉ rút phép thông công Venise ngày 27 tháng 4 năm 1509. Quân Pháp chiến thắng ở Agnadel ngày 14 tháng 5 năm 1509. Lo lắng về những sự lớn mạnh của Louis XII, Giáo hoàng biểu lộ ý muốn đuổi những người nước ngoài ra khỏi Italia.
Giáo hoàng giải hòa với Venise sau khi trả lại Faenza và Ravenna tháng 2 năm 1510; liên kết với hồng y của Sion là Matheu Schiner, đối thủ của người Pháp và là người đang hoạt động trên các bang của Thụy Sĩ.
Sau đó, đức Julius II dấn thân vào một công việc vô cùng nguy hiểm là đánh đuổi người Pháp đang chiếm đóng thành Milan ra khỏi nước Ý. Các vệ sĩ Thuỵ Sĩ được Julius II làm thành một đội quân chính thức.
Trước hết, ông thanh toàn Alfonso Este, chồng của Lucrecia Borgia, quận công xứ Ferrara và là đồng minh của nước Pháp. Vua Louis XII (1495-1415) nước Pháp ra tay đối phó bằng việc truyền cho quốc dân của mình cắt liên lạc với Roma và họp công đồng tại thành Tours (1510) chống Julius II.

### Công đồng 1512
Mùa thu năm 1511, năm hồng y bất mãn cùng họp công đồng Pisa và đứng về phe vua nước Pháp. Kế đó, thêm hoàng đế Maximilian I, là người bấy giờ có tham vọng được hồng y đoàn bầu làm Giáo hoàng khi đức Julius II lâm bệnh nặng vào tháng 8 năm 1511. Sau nhiều lần do dự, vì sợ rằng công đồng sẽ cướp quyền của đức Giáo hoàng hoặc sợ bị nhà cầm quyền dân sự kiểm soát. Nhưng đứng trước tình thế trên và nhớ lại lời hứa tại hội đồng tuyển cử năm 1503, là trong vòng hai năm sẽ triệu tập đại công đồng. Cuối cùng Đức Giáo hoàng Julius II quyết định triệu tập Công Đồng Latêranô V ở Rôma năm 1512.
Công đồng Chung XVIII. Công đồng khai mạc ngày 23.5.1512 quy tụ 15 hồng y và 79 Giám mục phần nhiều người Ý, ngoài ra có vua nước Anh và Aragon, đến sau thêm hoàng đế Maximilian. Sự triệu tập Công đồng Latran V của ông vào năm 1512 có lẽ đã có thể cho phép ông canh tân Giáo hội, lên án các lạm dụng trong Giáo hội và đề ra một dự án cải tổ, nhưng không kết quả.
Trong công đồng này đã lên án thuyết thượng tôn công đồng (concilliarisme) đồng thời lên án nhóm hồng y "ly khai" họp ở Pisa, bây giờ đã chuyển sang Milan. Công đồng bế mạc tháng 3-1517, thì ngày 31-10 năm đó, Luther niêm yết bản 95 đề tài chống ân xá tại nhà thờ Wittenberg.

### Xây dựng và nghệ thuật

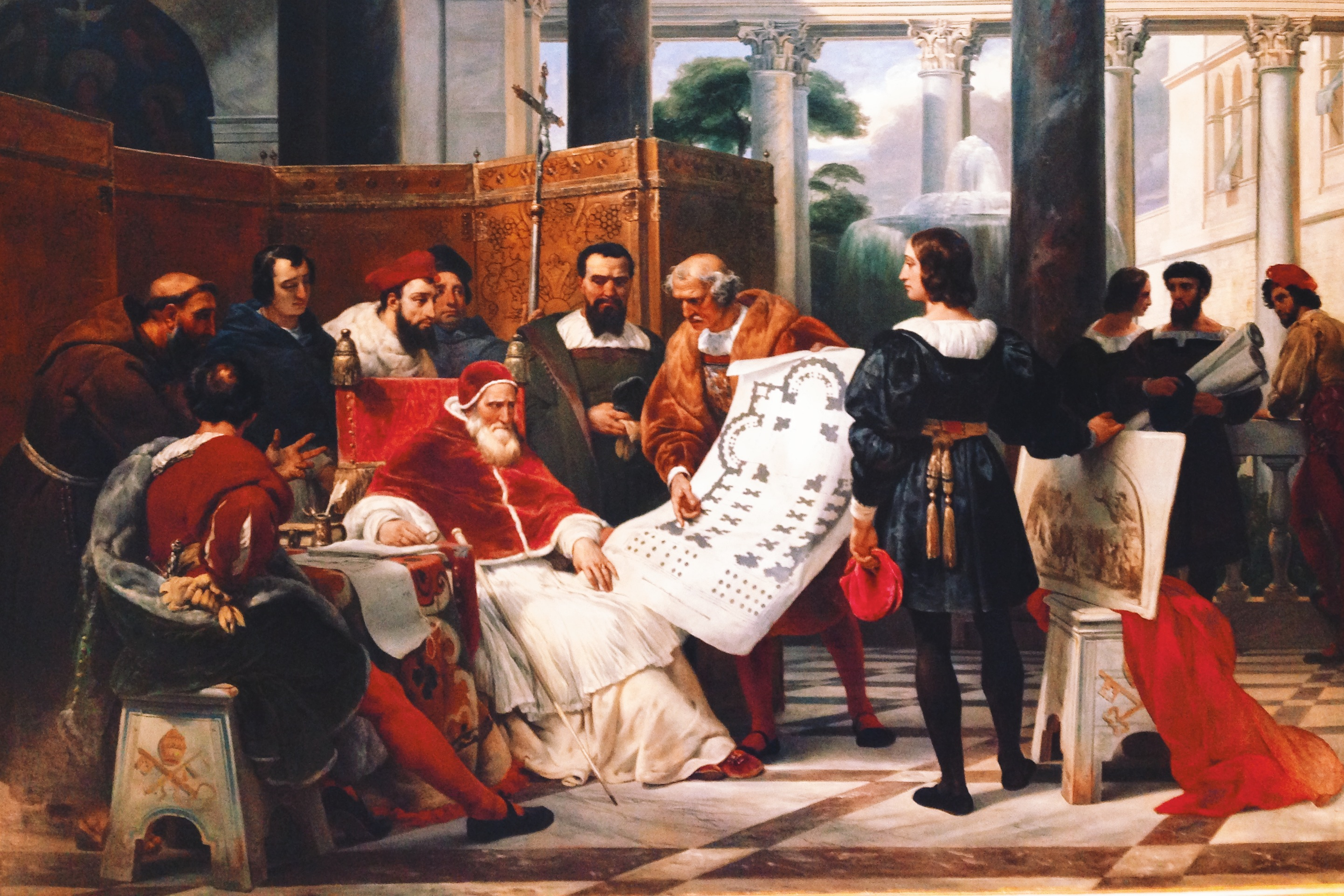
Julius II xem các hạng mục công trình Vương cung thánh đường Thánh Phêrô.

Giáo hoàng Julius II đặt viên đá đầu tiên cho Vương cung thánh đường Thánh Phêrô ở Roma và thuê Bernini, Raphael, và Michaelangelo - những nghệ nhân vĩ đại của thế giới thời ấy- cung cấp các tác phẩm điêu khắc, hội họa, kiến trúc cho thánh đường. Tuy nhiên, phí tổn lớn lao này đã khiến các Giáo hoàng không còn lưu tâm đến tình hình tâm linh kiệt quệ của Giáo hội.
Cho đến năm 1506, Nhà thờ Thánh Phêrô, nhà thờ chính ở Vatican vẫn còn rất nhỏ và ọp ẹp. Học theo các hoàng đế và sultan, Giáo hoàng Julius II quyết định tạo cho nhà thờ xưa cũ một mái vòm. Ông thuê kiến trúc sư Donato Bramante làm việc này. Ý tưởng của Bramante khá đơn giản: một chữ thập kiểu Hy Lạp với những cánh toả ra chung quanh mái vòm trung tâm. Nhưng cả Bramante lẫn Giáo hoàng đều qua đời trước khi công trình được hoàn thành. Năm 1546, một chàng nghệ sĩ trẻ từ Florence có tên Michelangelo được toàn quyền xây Nhà thờ Thánh Phêrô, nhà thờ lớn nhất của đạo Thiên chúa giáo.
Michelangelo đã thiết kế lên một mái vòm khiến cho công trình Pantheon gần đó cũng phải lu mờ. Về đường kính thì nó nhỏ hơn Pantheon, nhưng cao hơn nhiều. Làm gần như hoàn toàn bằng đá nặng, công trình vòm có đường kính 42 m và chiều cao 138 m. Để đỡ được một mái vòm khổng lồ như thế, các thợ xây phải đặt 3 vòng sắt bên trong lớp đá của mái vòng. Công trình được hoàn thành vào năm 1590. Tuy nhiên, về sau những vết rạn đã xuất hiện xung quanh chân mái vòm. Đến thế kỷ 16, các kỹ sư của Vatican phải thêm vài vòng đỡ khác, trong một đợt sửa chữa khẩn cấp. May sao, giải pháp này đã đương đầu được với thời gian.
Giuliô II cho xuất bản một bản phê bình tác phẩm Dante và tập hợp thành một sưu tập lớn các thủ bản. Ông đã cho thành lập hiệu cầm đồ (pawnshop).

## Qua đời
Mặc dù chiến thắng ở Ravenna, ngày 11 tháng 4 năm 1512, quân Pháp rút khỏi Parme và Plaisance cho Tòa thánh. Vừa mới thân thiện lại với hoàng đế Maximilianô, dẫn đến việc Venise liên minh với Louis XII thì Giáo hoàng Julius II qua đời.
Là con người có tâm hồn nghệ sĩ, đức Julius II đã thực hiện những công trình vĩ đại. Người ta vẫn còn ghi nhớ ông là người đã bảo trợ của thời Phục hưng: Raphael, Bramante và Micael Angêlô đã làm việc nhờ dựa vào ông (kiến trúc đền thờ Thánh Phêrô, các bức bích họa ở nhà thờ Sixtin v.v...).
Julius II cũng là đối tượng của những buổi trình diễn nhiều vở kịch hề và kịch luân lý ở nước Pháp, trong đó, những vở kịch nổi tiếng nhất là Chasse du cerf des cerfs và Jeu du Prince des Sots của Pierre Gringoire hay Grigore có từ năm 1512. Jean Lemaire de Belge đã xuất bản một Chuyên luận về các Công đồng và các ly giáo, bênh vực Louis XII.